# Ouratea verticillata
Ouratea verticillata är en tvåhjärtbladig växtart som först beskrevs av Vell., och fick sitt nu gällande namn av Adolf Engler. Ouratea verticillata ingår i släktet Ouratea och familjen Ochnaceae. Inga underarter finns listade i Catalogue of Life.